# 北紹爾 (加利福尼亞州)
北紹爾（英語：North Shore）是位於美國加利福尼亞州河濱縣的一個人口普查指定地區。

## 地理
北紹爾的座標為33°30′46″N 115°55′38″W / 33.51278°N 115.92722°W，而該地最高點為海拔高度-21米（即-69英尺）。

## 人口
根據2010年美國人口普查的數據，北紹爾的面積為28.949平方千米，均為陸地。當地共有人口3477人，而人口密度為每平方千米120人。